# 細田源吉
細田 源吉（ほそだ げんきち、1891年（明治24年）6月1日 - 1974年（昭和49年）8月9日）は、日本の小説家。

## 略歴
東京市麻布生まれ。旧姓は池田。すぐに埼玉県川越町（現・川越市）の細田丑太郎の養子に出され長男として川越で成長する。1915年、早稲田大学英文科卒。
大学の同じクラスには植村宗一（直木三十五）、宮島新三郎、田中純、西条八十、青野季吉、木村毅、細田民樹らがいた。1918年に早稲田文学に処女作『空骸』を発表、1922年に自伝的長編小説『罪に立つ』で成功する。1924年には自叙伝ともいえる『はたち前』を発表し、川越での生活を現実主義的に描いた。弱者を描いた小説で知られ、日本プロレタリア作家同盟に加盟しプロレタリア文学の作家として『誘惑』（1927年）などで活躍する。1932年に治安維持法違反で逮捕される。その後、リューマチに悩まされ半身不随となり闘病生活が続く。1934年頃に転向したとされるが、1935年には「文学評論」に書いている。転向以後は歴史小説や宗教的な作品を発表する。戦後は社会奉仕活動に傾注し、府中刑務所の篤志面接委員などを務めた。戦後は赤い鳥に童話を発表したり、俳句の句作を続けた。
1974年8月9日に死去。83歳没。

## 著書
- 死を恃む女 新潮社 1920 （新進作家叢書）
- 存生 新潮社 1923 （中篇小説叢書）
- はたち前 玄文社 1924
- 未亡人 新潮社 1924
- 本心 春陽堂 1925
- こころさけぶ 恵風館 1925
- 大都市の傭人 新潮社 1926
- 巷路過程 天人社 1930 （現代暴露文学選集）
- 陰謀 新作長篇小説選集 日本評論社 1930
- 女性の敵 中央公論社 1934
- 処女日程 黎明社 1935
- 転向作家の手記 健文社 1935
- 支那人街の団欒 六芸社 1939
- 小説沢庵和尚の一生 東京書房 1940
- 上人諫言 勤皇史劇　東京書房 1940
- 人生に答ふるの書 東京書房 1941
- 盤珪国師伝 北海出版社 1942
- 血は愛によりて濃し 錦城出版社 1942
- 信念の書 評論随筆集 東京書房 1943
- 一念 聖紀書房 1943 （名作歴史文学）
- 巷路過程 復刻版 本の友社 2000 （現代暴露文学選集）

## 翻訳
- 白痴 ドストイェーフスキー全集 第4巻 ドストイヱフスキー全集刊行会　1920
- 私の懺悔 トルストイ 春秋社 1922
- トルストイ全集 第12巻 聖書研究及教育論集 トルストイ全集刊行会 1925
- トルストイ全集 第11 神父セルギー トルストイ全集刊行会 1927